# Regensdorf
Regensdorf is een gemeente en plaats in het Zwitserse kanton Zürich, en maakt deel uit van het district Dielsdorf.
Regensdorf telt 15.506 inwoners.